# Hermann Ildi
Hermann Ildi (Budapest, 1978. augusztus 15. – 2019. január) magyar fotóművész, Hermann Péter szerkesztő leánya.

## Életpályája
1997–1998 között Nagy-Britanniában, a manchesteri South Trafford College-ban tanult. 2002-ben szerzett diplomát az ELTE Tanárképző Főiskolai Kar, magyar-művelődésszervezés szakán. 2000 és 2002 között Budapesten elvégezte a Kontakt Fotóművészeti Kurzusokat. 2002 és 2004 között fotóriporterként dolgozott a Magyar Narancs és a 168 Óra  című hetilapoknál. 2002-ben és 2004-ben ösztöndíjjal vett részt a Poprádi Nyári Fotósiskolában, Szlovákiában. 2002-től különböző filmek  standfotósaként dolgozott (Alberto Negrin: Perlasca – Egy igaz ember története, Schilling Árpád: Határontúl, Bogdán Árpád: Boldog új élet!, Csáki László: A tücsök és a hangya). 2003-2004 között Peter Greenaway Tulse Luper bőröndjei (The Tulse Luper’s suitcases) című játékfilmjének volt a fotósa. A Moholy-Nagy Művészeti Egyetem fotográfia mesterképzésén 2010-ben kezdte meg tanulmányait. 2004-től 2007-ig tagja volt a Fiatalok Fotóművészeti Stúdiójának. 
2006-tól szabadúszó fotográfus volt.

## Díjai, elismerései
- 2002 • NKA ösztöndíj a Poprádi Nyári Fotósiskolára
- 2003 • Szalmaszál Alapítvány fotópályázata, különdíj
- 2004 • NKA ösztöndíj a Poprádi Nyári Fotósiskolára
- 2006-2008 • Pécsi József fotóművészeti ösztöndíj
- 2010 • Descubrimientos (Felfedezettek) PHE10 portfolio review, Madrid (E) • Campus PHE Edición de Libros, (Cristobal Hara, Markus Schaden – Schaden.com, Hanna Watson workshop-jai), Madrid (E)
- 2011 • NKA alkotói ösztöndíj • Budapest Galéria ösztöndíja Helsinki (FIN) • Dunaújvárosi Fotóbiennálé fődíja.

## Egyéni kiállításai
- 2002 • Valóságról álmodom, Puskin Galéria, Budapest • Perlasca – Egy igaz ember története című film (rendezte: Alberto Negrin) standfotói, Uránia Nemzeti Filmszínház, Budapest • Skutocna sou, Cirko-Gejzír mozi, Budapest
- 2003 • Határontúl című rövidfilm (rendezte: Schilling Árpád) standfotói, Odeon-Lloyd mozi, Budapest
- 2006 • Közeg, a Comeround című fotókiállítás sorozat része, Retorta Galéria, Budapest
- 2007 • Nyaralók, Dorottya Galéria, Budapest; Galerija KiBela, Maribor (SLO)
- 2011 • Nyaralók, Szlovák Nemzeti Múzeum – A Szlovákiai Magyar Kultúra Múzeuma, Pozsony (SK).

## Részvétele csoportos kiállításokon (válogatás)
- 2004 • A Poprádi Nyári Fotósiskola beszámoló kiállítása, Liptovsky Mikulas (SK) • Nem térkép, e-táj, Millenáris Park, Budapest
- 2005  Képek, cigányok, cigányképek, Millenáris Park, Budapest • Necc – A világ tyúkszemmel, Kogart Ház, Budapest •Zöld szél, Válogatás pályakezdő művészek fotó-és videómunkáiból, Budapesti Őszi Fesztivál
- 2006 • Photomatrix, Collegium Hungaricum, Bécs (A)
- 2007 • M@narchia Fesztivál, Moszkva (RUS) • Dunaújvárosi Fotóbiennálé, Dunaújváros • Open Programme, Łódź Fotofestiwal (PL) • Nézőpont kérdése!, Metró Galéria, Budapest
- 2008 • A Pécsi József Fotóművészeti Ösztöndíjasok kiállítása, Mai Manó Ház, Budapest
- 2009 • Dunaújvárosi Fotóbiennálé, Dunaújváros
- 2010 • Interhuman relations, Łódź Fotofestiwal (PL) • Viszonyok – Ki? Kit? Mivel?, Városi Képtár – Deák Gyűjtemény, Székesfehérvár • Campus PHE Edición de Libros, Complejo El Aguila, Madrid (E)
- 2011 • Duna – nyitott könyv, Berlaymont, Piazza & President’s Gallery, Brüsszel (B) • Dunaújvárosi Fotóbiennálé, Dunaújváros • Duna – nyitott könyv, A Magyar Köztársaság Kulturális Intézete, Stuttgart (D) • Csoportterápia, Varsói Magyar Kulturális Intézet, Varsó (PL) • Budapesti fotó szakos hallgatók kiállítása, Magyar Intézet, Tallinn (EST).